# 中山口駅
中山口駅（なかやまぐちえき）は、鳥取県西伯郡大山町田中にある西日本旅客鉄道（JR西日本）山陰本線の駅である。

## 歴史
- 1951年（昭和26年）11月1日：国鉄山陰本線赤碕駅 - 下市駅間に新設[1]。旅客・手荷物・小荷物のみ取扱[1]。
- 1968年（昭和43年）6月1日：業務委託駅化（日本交通観光社受託）[2]。
- 1972年（昭和47年）2月10日：荷物扱い廃止[3]、無人駅化[4]。
- 1987年（昭和62年）4月1日：国鉄分割民営化に伴い、JR西日本の駅となる[5]。

## 駅構造
単式ホーム1面1線を有する地上駅（停留所）。無人駅。駅舎はあるものの、待合スペースや駐輪場として機能している。

## 利用状況
| 1日乗降人員推移 | 1日乗降人員推移 |
| 年度            | 1日平均人数     |
| --------------- | --------------- |
| 2011年          | 169             |
| 2012年          | 147             |
| 2013年          | 141             |
| 2014年          | 118             |
| 2015年          | 132             |
| 2016年          | 130             |
| 2017年          | 122             |
| 2018年          | 134             |
| 2019年          | 130             |
| 2021年          | 130             |

## 駅周辺
- 大山町役場 中山支所
- 田中簡易郵便局

## 隣の駅
西日本旅客鉄道（JR西日本）
 山陰本線
■快速「とっとりライナー」
通過
■普通
赤碕駅 - 中山口駅 - 下市駅